# 亞納瓦拉山 (普諾大區)
15°22′12″S 70°48′36″W / 15.37000°S 70.81000°W
亞納瓦拉山（Yanawara），是秘魯的山峰，位於該國南部普諾大區，由奧庫維里區、帕拉蒂亞區和聖盧西亞區負責管轄，屬於安地斯山脈的一部分，海拔高度5,000米。